# Onthophagus taeniatus
Onthophagus taeniatus är en skalbaggsart som beskrevs av Antoine Boucomont 1914. Onthophagus taeniatus ingår i släktet Onthophagus och familjen bladhorningar. Inga underarter finns listade i Catalogue of Life.